# Rosângela Rezende
Rosângela de Rezende Amorim (Mineiros , 28 de maio de 1967) é uma política brasileira, filiada ao Agir.
Nas eleições de 2022, foi eleita deputada estadual por Goiás, com 19.965 votos (0,58% dos votos válidos). 
Filha de Agenor Rezende - ex-governador e ex-deputado estadual por dois mandatos, além de ex-prefeito de Mineiros por dois mandatos - e de Laci Machado, ex-prefeita de Mineiros. Rosângela Rezende foi secretária de saúde do município de Mineiros por 12 anos.